# パトリック・バウマン (1982年生のサッカー選手)
パトリック・バウマン（Patrick Baumann、1982年1月8日 - ）は、スイスのサッカー選手である。
2006年夏にFCトゥーンと1年契約を結んだが、シーズン途中で退団した。
2007年-08年シーズンには、父親のカート・バウマンが監督を務める1リーガクラシック（4部相当）のFCグレンヘンに加わった
。
バウマンはUEFA U-21欧州選手権2004のスイス代表チームの一員であった。